# Le Petit-Quevilly
Le Petit-Quevilly – miejscowość i gmina we Francji, w regionie Normandia, w departamencie Sekwana Nadmorska.
Według danych na rok 1990 gminę zamieszkiwało 22 600 osób, a gęstość zaludnienia wynosiła 5195 osób/km² (wśród 1421 gmin Górnej Normandii Petit-Quevilly plasuje się na 9. miejscu pod względem liczby ludności, natomiast pod względem powierzchni na miejscu 740.).